# أيون هيدروكسيد

Hydroxidion

أيون هيدروكسيد هو أيون سالب الشحنة ، وهو ينشأ عند تفاعل قاعدة مع الماء . و صيغته الكيميائية تكون على الشكل OH−. وتكون ذرة الهيدروجين مرتبطة بذرة أكسجين في هذا الأيون ، وتكتسب ذرة الأكسجين إلكترونا إضافيا عما تمتلكه في الحالة الطبيعية (العدد الذري 8 ، حالة الأكسدة -2 ) ، ولذلك تكون له شحنة واحدة سالبة .

## في الكيمياء الغير عضوية
تتفاعل قاعدة B مع الماء على النحو التالي:
{\displaystyle \mathrm {B+H_{2}O\ \rightleftharpoons \ HB^{+}+OH^{-}} }
ومن تركيز أيونات الهيدروكسيد يمكننا تعيين الأس الهيدروجيني (هاباء) في المحلول . ونبدأ ذلك بحساب «ثابت القاعدة» pOH .
{\displaystyle \mathrm {pOH} =-\log \ c(\mathrm {OH^{-}} )}
ومنه نحصل على الأس الهيدروجيني pH-value:
{\displaystyle \mathrm {pH} =\mathrm {p} K_{\mathrm {w} }-\mathrm {pOH} \ }
وتتغير القيمة pKw بتغير درجة الحرارة . وقيمة pKw = 14 عند 22 درجة مئوية .
حالة خاصة وهي حالة الماء النقي:
يتحل جزء من جزيئات الماء طبيعيا وتتفكك إلى أيونات هيدروكسيد OH (سالبة الشحنة ) وبروتونات H (موجبة). ويتغير عدد الجزيئات المتأينة بتغير درجة الحرارة.
وتوجد أيونات الهيدروكسيد في الماء النقي بتركيز 10−7 مول · لتر−1 عند 22 درجة مئوية . وهذا يعتمد على التحلل الطبيعي للماء (أوتوبروتوليز) طبقا للتفاعل التالي:
{\displaystyle \mathrm {H_{2}O+H_{2}O\ \rightleftharpoons \ H_{3}O^{+}+OH^{-}} }
ويعتمد التوصيل الكهربائي للماء المقطر على حركة أيون أوكسونيوم و أيون الهيدروكسيد حيث ينتقلان في وجود مجال كهربائي. وهو كما نري من السهمين تفاعل عكوس ، بمعنى أن معدل سير التفاعل من اليسار إلى اليمين يساوي معدل سير التفاعل من اليمين إلى اليسار؛ فالتفاعل متوازن .

## أمثلة لأملاح الهيدروكسيد
تسمى المركبات الحاوية على أيون هيدروكسيد بالهيدروكسيدات. أمثلة منها :
- هيدروكسيد الصوديوم NaOH
- هيدروكسيد البوتاسيوم KOH
- هيدروكسيد الكالسيوم Ca(OH)2

نظرا لأن الكالسيوم ثنائي التكافؤ فهو يرتبط بأيونين هيدروكسيد.

## في الكيمياء العضوية
يستخدم أيون الهيدروكسيد لتركيب الكحوليات في الكيمياء. وتتكون الألكانولات (الألكانات الكحولية) من ألكان الهالوجينات .

## اقرأ أيضا
- مؤشر الأس الهيدروجيني
- تفاعل حمض-قلوي
- توزيع إلكتروني
- بنية لويس
- بنية الطنين
- إضافة بروتون
- نزع بروتون
- انتقال بروتون
- استبدال شغوف بالنواة
- أكسدة-اختزال

## وصلات خارجية
- Zur Beweglichkeit der Hydroxidionen im Wasser